# 1531
1531 (MDXXXI) fue un año común comenzado en domingo del calendario juliano.

## Acontecimientos
- Se inician las obras para la construcción del Palacio de la Chancillería (Granada), prolongándose hasta 1587.
- Se amplió el embovedado del Río Darro cubriendo cincuenta metros más, aguas arriba del río.
- 26 de enero: Un terremoto de 7,1 sacude Lisboa provocando un tsunami que dejan alrededor de 30.000 muertos.
- 11 de febrero: en Londres, Enrique VIII de Inglaterra se proclama cabeza de la Iglesia inglesa.
- 16 de abril: en México se funda la ciudad de Puebla.[1]
- 14 de mayo: Fundación de Mazatlán.
- 21 de junio: se crea la Diócesis de Venezuela, posteriormente conocida como Diócesis de Caracas.
- 24 de junio: en Querétaro (México) se funda la ciudad de San Juan del Río.
- 14 de julio: el emperador Carlos V funda la Universidad de Granada, por bula del papa Clemente VII. Por carta ejecutoria de la misma fecha le concede las mismas prerrogativas y privilegios que a las de Bolonia, París, Salamanca y Alcalá y nombra al arzobispo de Granada protector y administrador de la institución.[2]
- 24 de julio: se funda la ciudad de Santiago de Querétaro (tercera del Virreinato de Nueva España).
- 30 de agosto: descubrimiento y fundación de Malambo, Colombia.
- 29 de septiembre: Fundación de la Villa de San Miguel de Culiacán hoy la ciudad de Culiacán Rosales en el Estado de Sinaloa, México.
- 1 de octubre: en la Batalla de Kappel, las tropas católicas de los cantones suizos derrotan a los protestantes de Zúrich.
- 12 de diciembre: Última aparición de la Virgen de Guadalupe al indígena Juan Diego Cuauhtlatoatzin, en el cerro del Tepeyac.
- Aparición del cometa Halley.
- Francisco Pizarro comienza la conquista de Perú.
- Las fuerzas españolas a cargo de Pedro Almíndez Chirino conquistan los cacicazgos de la región de Acatic (Jalisco, México).

## Nacimientos
- 15 de mayo: María de Habsburgo-Jagellón, archiduquesa de Austria (f. 1581)
- 9 de Diciembre: Şehzade Cihangir, príncipe del Imperio Otomano, décimo y último hijo del Sultán Solimán I. (f. 1553).

## Fallecimientos
- 21 de enero: Andrea del Sarto, pintor italiano (n. 1486)
- 16 de febrero: Johannes Stoeffler, matemático, astrónomo, astrólogo y clérigo alemán (n. 1452)
- marzo: María Pacheco, noble castellana, dirigente de los comuneros de Toledo.
- 11 de agosto: Hernán Pérez del Pulgar militar e historiador español (n. 1451)
- 22 de septiembre: Luisa de Saboya, regente de Francia y madre de Francisco I de Francia (n. 1476)
- 11 de octubre: Ulrico Zuinglio, reformador religioso.
- 24 de noviembre: Juan Ecolampadio, religioso y reformador alemán (n. 1482)

- Fadrique Álvarez de Toledo, aristócrata (2.º duque de Alba) y militar español.
- Pedro Arias Dávila (Pedrarias), conquistador español de Panamá y Nicaragua.
- Hernán Pérez del Pulgar, capitán del ejército de Castilla.